# Gunung Mulu nationalpark
Gunung Mulu nationalpark ligger i delstaten Sarawak på ön Borneo i Malaysia och på gränsen till Brunei. Nationalparken har fantastiska grottor och karstformationer i en bergig regnskog.
Parken är berömd för sina grottor och expeditionerna som har satts igång för att utforska dem och den omgivande regnskogen. Idag fortsätter Mulu att behålla känslan av äventyr associerat med dess ursprungliga utforskning med hjälp av grottäventyr och andra aktiviteter. Huvudfokus har dock flyttats till stödjandet av en medvetenhet av parkens betydelse och dess miljö med hjälp av ekoturism som skapar en förståelse och uppskattning av parkens värderingar.
2000 blev nationalparken uppsatt på Unescos Världsarvslista